# Condado de Washington (Nueva York)
El condado de Washington (en inglés: Washington County) fundado en 1722, es un condado en el estado estadounidense de Nueva York. En el 2000 el condado tenía una población de 61,042 habitantes en una densidad poblacional de 18 personas por km². La sede del condado es Fort Edward.

## Geografía
Según la Oficina del Censo, el condado tiene un área total de 2191 km² (845,9 mi²), de la cual 2165 km² (835,9 mi²) es tierra y 26 km² (10,0 mi²) (1.23%) es agua.

### Condados adyacentes
- Condado de Essex - norte
- Condado de Addison, Vermont - noreste
- Condado de Rutland, Vermont - este
- Condado de Bennington, Vermont - sureste
- Condado de Rensselaer - sur
- Condado de Saratoga - suroeste
- Condado de Warren - oeste

## Demografía
En el 2000 la renta per cápita promedia del condado era de $37,668, y el ingreso promedio para una familia era de $43,500. En 2000 los hombres tenían un ingreso per cápita de $31,537 versus $22,160 para las mujeres. El ingreso per cápita para el condado era de $17,958 y el 9.40% de la población estaba bajo el umbral de pobreza nacional.

## Localidades
- Argyle (villa)
- Argyle (pueblo)
- Cambridge (villa)
- Cambridge (pueblo)
- Dresden (pueblo)
- Easton (pueblo)
- Fort Ann (villa)
- Fort Ann (pueblo)
- Fort Edward (villa)
- Fort Edward (pueblo)
- Granville (pueblo)
- Granville (villa)
- Greenwich (villa)
- Greenwich (pueblo)
- East Greenwich (aldea)
- Hampton (pueblo)
- Hartford (pueblo)
- Hebron (pueblo)
- Hudson Falls (villa)
- Jackson (pueblo)
- Kingsbury (pueblo)
- Putnam (pueblo)
- Salem (villa)
- Salem (pueblo)
- White Creek (pueblo)
- Whitehall (villa)
- Whitehall (pueblo)

### Historia
- Political history/notable people of Washington County
- Richard Clayton Photography Historic Hebron, New York and area photos
- Old Landowners Map of Washington County
- Twelve Years a Slave at Internet Archive (scanned books original editions color illustrated)

### Conservación del agua
- Lake George Watershed -- 02010001 Northern Hebron's north-draining waters
- Hudson-Hoosic Watershed -- 02020003 Hebron's south-draining waters
- Mountains of Northern Appalachians Thick red line shows approx watershed divide
- Watershed divide Map of Champlain/Hudson valley divide w/Taconics
- Association for the Protection of the Adirondacks
- Adirondack Council
- Residents' Committee to Protect the Adirondacks
- Adirondack Mountain Club (ADK)
- Poultney Mettowee Watershed Partnership
- Lake George Land Conservancy
- Hudson River Watershed Alliance
- Battenkill Conservancy
- Battenkill Watershed Council

### Agencias estatales
- NYS Adirondack Park Agency - Extensive park information
- Adirondack Park Visitor Interpretive Centers

### Museos
- Rexleigh Covered Bridge Museum
- Georgi Museum European Art
- Slate Museum
- Rathbuns Maple Sugar House Museum and Restaruant
- Hicks Orchard

### Turismo
- Covered Bridge Tour
- Shushan Covered Bridge (official site?)
- Shushan Bridge, at New York State Covered Bridge Society
- Shushan Bridge, at Covered Bridges of the Northeast USA, a website developed by Hank Brickel

- Datos: Q56149
- Multimedia: Washington County, New York / Q56149